# (37345) 2001 SV153
2001 SV153 (asteroide 37345) é um asteroide da cintura principal. Possui uma excentricidade de 0.18753090 e uma inclinação de 4.15276º.
Este asteroide foi descoberto no dia 17 de setembro de 2001 por LINEAR em Socorro.